# Schefflera nervosa
Schefflera nervosa är en araliaväxtart som först beskrevs av George King, och fick sitt nu gällande namn av René Viguier. Schefflera nervosa ingår i släktet Schefflera och familjen araliaväxter. IUCN kategoriserar arten globalt som sårbar. Inga underarter finns listade.